# جلال الدين محمد شاه سلطان البنغال
 جلال الدين محمد شاه (بالبنغالية: জালালউদ্দীন মুহম্মদ শাহ)‏؛ ولد باسم Yadu أو Jadu  كان سلطان البنغال في القرن الخامس عشر وشخصية مهمة في التاريخ البنغالي في العصور الوسطى. ولد هندوسيًا لوالده الأرستقراطي راجا غانيشا -مؤسس سلالة غانيشا- الذي تولى عرش البنغال بعد انقلاب أطاح بسلالة إلياس شاهي. اعتنق الإسلام وحكم سلطنة البنغال لمدة 16 عامًا. بصفته ملكًا مسلمًا، فقد وضع أراكان تحت السيادة البنغالية وعزز المراكز الإدارية المحلية في المملكة. واصل العلاقات مع الدولة التيمورية ومماليك مصر ودولة مينغ الصينية. نمت البنغال في الثروة والسكان خلال فترة حكمه. كما أنه جمع بين العمارة البنغالية والإسلامية.

## فترة حكمه الأولى (1415-1416)
وفقًا لغورون وجوينكا، استولى راجا غانيشا على السلطة بالبنغال بعد وقت قصير من وفاة السلطان بايزيد (1412-1414). ولمواجهة رجل دين مسلم قوي يدعى نور قطب علم الذي أرسل إلى محمود شاہ سلطان جونبور غرب البنغال ليطلب منهم تحرير البلاد من غانيشا، ناشد غانيشا الإمام أن يوقف الغزو. وافق الإمام على شرط أن يتحول جادو نجل راجا غانيشا إلى الإسلام ويحكم مكانه. وافق راجا غانيشا وبدأ جادو في حكم البنغال باسم جلال الدين عام 1415 م. توفي نور قطب علم عام 1416 م، وتشجع راجا غانيشا على خلع ابنه وتولي العرش باسم دانوجاماردانا ديفا. تم تحويل جلال الدين إلى الهندوسية من خلال طقوس البقرة الذهبية. بعد وفاة والده اعتنق الإسلام مرة أخرى وبدأ يحكم الفترة الثانية.

## الفترة الثانية (1418-1433)

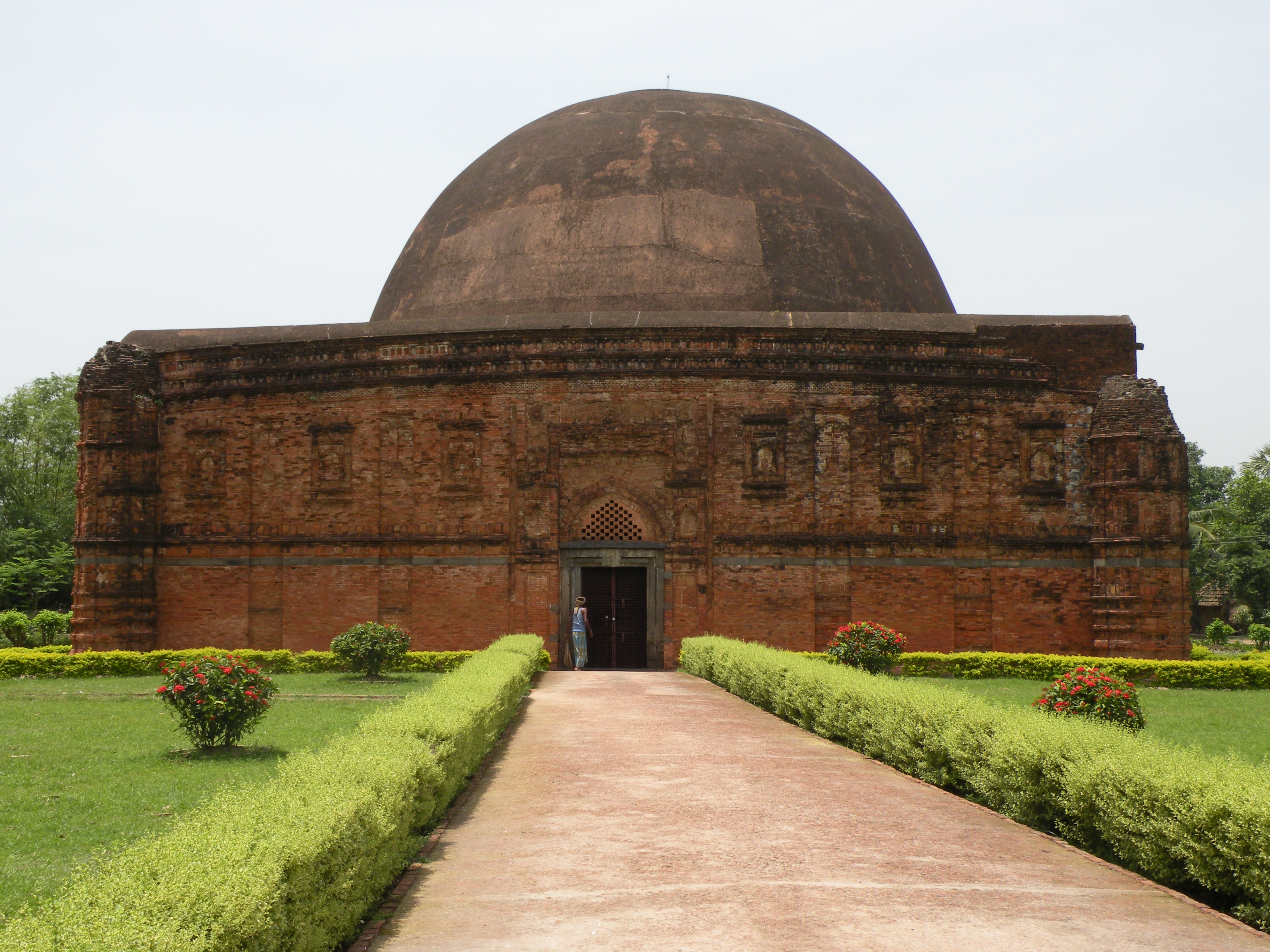
ضريح إكلاخي في باندوا الذي يضم بشكل مثير للجدل قبر جلال الدين محمد شاه وزوجته وابنه

حافظ جلال الدين على مملكة مسالمة خلال فترته الثانية. امتدت سلطته إلى شرق البنغال موزاماباد (سونامغانج الحالية) وجنوب شرق البنغال (شيتاغونغ الحالية). كما غزا فتآباد (فاريدبور الحالية) وجنوب البنغال. خلال فترة حكمه، أصبح فيروز آباد باندوا مدينة مكتظة بالسكان ومزدهرة. تم تسجيله في مينج شي أن المستكشف الصيني، تشنغ خه، زار المدينة مرتين في 1421-1422 و1431-1433. في وقت لاحق نقل العاصمة من باندوا إلى جور.  بدأت مدينة غور في إعادة التعداد السكاني خلال فترة حكمه. قام جلال الدين بنفسه ببناء عدد من المباني والخانات هناك.

### العلاقة مع الهندوس
لعب جلال الدين دورًا مميزًا في تحويل هندوس البنغال إلى الإسلام. كتب الدكتور جيمس وايز في مجلة الجمعية الآسيوية للبنغال (1894) أن «الشرط الوحيد الذي قدمه كان إما القرآن أو الموت. هرب العديد من الهندوس إلى كامروب وغابات آسام، ولكن من الممكن مع ذلك أن عدد المسلمين الذين انضموا إلى الإسلام خلال هذه السنوات السبع عشرة (1414–31) أكثر من الثلاثمائة عام التالية.»  حافظ على علاقة جيدة مع غير المسلمين في مملكته. وفقًا للتفسير السنسكريتي شلوكا الذي ألفه DC Bhattacharya: قام جلال الدين بتعيين راجيادهار، وهو هندوسي، كقائد لجيشه.  حصل على دعم علماء المسلمين - العلماء والشيوخ. أعاد بناء وإصلاح المساجد وغيرها من المباني الدينية التي دمرها راجا غانيشا. 
تحدث المؤرخ الفارسي في القرن السابع عشر، فريشته، عن تسامحه مع الهندوس والبوذيين،  صفق له بقوله:
تم تأكيد ملاحظته من خلال أدلة Smritiratnahara و باداشاندريكا. وفقًا لـ باداشاندريكا -في تعليق على أماراكوشا باللغة السنسكريتية- تمت ترقية بريهاسباتي ميشرا، وهو براهمي من كولينجرام (منطقة باردمان الحالية)، من قبل السلطان جلال الدين إلى منصب Sarvabhaumapandita (عالم في البلاط الملكي). وعين السلطان فيشفاسراي، ابن بريهاسباتي ميشرا، وزيرا.  لقد رعى الثقافة السنكريتية من خلال إظهار تقديره علنًا لأولئك العلماء من المنح الدراسية البراهمانية الكلاسيكية. تم تكريم العديد من شعراء البراهمة من قبل جلال الدين.
وفقًا لسرد من القرن التاسع عشر كتبه فرانسيس بوكانان هاملتون، أجبر جلال الدين العديد من الهندوس على اعتناق الإسلام، مما أدى إلى فرار العديد من الهندوس إلى كامروب.

### العلاقة مع الحكام الأجانب
كما حافظ على علاقات دبلوماسية جيدة. كان في مراسلات مع الحاكم التيموري شاروخ من هرات، ويونغ لو من الصين، والأشرف برسباي، حاكم مصر المملوكي.  هاجم إبراهيم سلطان جونبور ملكة البنغال (بعد وفاة نور قطب علم) لكن اللوم من يونغ لو وشاه رخ جعله ينسحب. ساعد جلال الدين منغ سومون نارميخلا، ملك أراكان، على استعادة مملكته من بورما؛ في المقابل أصبح السيد الأعلى على أراكان ( مملكة مروق يو). وفي مرحلة ما، حكم أيضًا أجزاء من تريبورا وجنوب بيهار.
حاول جلال الدين إضفاء الشرعية على حكمه من خلال إظهار أوراق اعتماده علانية كمسلم متدين وصحيح. تقول المصادر العربية المعاصرة أنه عند اعتناقه الإسلام، تبنى جلال الدين المذهب الحنفي.
بين عامي 1428 و 1431، دعم أيضًا بناء مؤسستين إسلاميتين في مكة المكرمة والمدينة المنورة، والمعروفة باسم المدرسة الغياثية. حصل السلطان على الإذن من خلال إقامة علاقات وثيقة مع بركات بن حسن، شريف مكة، وتقديم الهدايا وأردية الشرف. حافظ جلال الدين أيضًا على علاقات جيدة مع برسباي، السلطان المملوكي. وبحسب كتاب السخاوي، الضوء اللامع لأهل القرن التاسع، فقد أهدى برسباي ذات مرة السلطان البنغالي بحفلة تنصيب وثوب تكريم وخطاب تقدير.  توفي جلال الدين قبل أن يتم إرسال الهدايا الخاصة به إلى برسباي وترك هذا العمل لابنه شمس الدين أحمد شاه ليكتمل.
في عام 1427، وصف جلال الدين نفسه في نقش بأنه السلطان أعظم المعظمين خليفة الله علي الكون جلال الدنيا والدين .

### عملات معدنية
العديد من الإصدارات غير المؤرخة من عملاته الفضية وعملة فضية تذكارية ضخمة تم سكها في باندوا عام 1421، تحمل الشكل المنمق لأسد.  وتقول نظرية أخرى إنها صدرت للاحتفال بوصول سفير صيني وهناك نظرية أخرى تقول إنها تمثل انسحاب جيش التهديد لجونبور. إلى جانبه، أصدر ناصر الدين محمود شاه الأول وجلال الدين فاتح شاه عملات النقود المعدنية على شكل أسد. أصدرت مملكة تريبورا أيضًا مثل هذه العملات المعدنية في عام 1464، مما استبعد احتمال أن يكون جلال الدين يتبع تقاليد المملكة. نظرًا لأن الأسد يُنظر إليه على أنه وسيلة للإلهة مثل تشاندي التي تمردت سلالة سينا باسمها من عام 1416 إلى عام 1418، فمن الممكن أن يكون قد حاول مناشدة المشاعر العميقة الجذور لعبادة الآلهة. في عام 1427، وصف نفسه في وصف مسجد بأنه أعظم السلاطين العظماء، خليفة الله في الكون. وبعد أن اختبر ذلك، اتخذ عام 1430 خطوة أكثر جرأة بإدراج «خليفة الله» كأحد ألقابه على عملاته المعدنية. في عام 1431 م أصدر عملة جديدة نقش عليها الشهادتان.  وهكذا أعاد تقديم «الشهادتان» على عملاته المعدنية التي اختفت من عملات سلطنة البنغال لعدة قرون.

## الوفاة
توفي في ربيع الثاني 837 هـ (1433 م) ودفن في ضريح الإكلاخي في باندوا.  

## أنظر أيضا
- قائمة حكام البنغال
- تاريخ البنغال
- تاريخ الهند